# Synagoga w Brzesku
Synagoga w Brzesku – synagoga znajdująca się w Brzesku przy ulicy Aleksandra Puszkina 4.
Synagoga została zbudowana w 1904 roku, na miejscu starszej synagogi. Podczas II wojny światowej hitlerowcy zdewastowali synagogę. Po zakończeniu wojny budynek został przebudowany z przeznaczeniem na bibliotekę publiczną oraz warsztaty spółdzielni inwalidów.
Murowany budynek synagogi wzniesiono na planie prostokąta w stylu eklektycznym. Do dziś częściowo zachował się wygląd zewnętrzny, w tym gzyms pod dachem. Wnętrze zostało przebudowane.